# Pimavanserin
Pimavanserin, bán dưới tên biệt dược Nuplazid, là một thuốc chống loạn thần không điển hình được chấp thuận để điều trị bệnh Parkinson và cũng đang được nghiên cứu để điều trị bệnh Alzheimer, tâm thần phân liệt, kích động, và trầm cảm. Không giống như các thuốc chống loạn thần khác, Pimavanserin không phải là thuốc đối kháng thụ thể dopamine.

## Dược lý

### Dược lực học
Pimavanserin hoạt động như một chất chủ vận đảo ngược và chất đối kháng ở thụ thể serotonin 5-HT2A  có ái lực gắn kết cao (Ki = 0,087 nM) và tại các thụ thể serotonin 5-HT2C có ái lực gắn kết thấp hơn (Ki = 0,44 nM). Pimavanserin cho thấy liên kết thấp với thụ thể σ1 (Ki = 120 nM) và không có ái lực đáng kể (Ki > 300 nM) đến serotonin 5-HT2B, dopamine (bao gồm D2), acetylcholine muscarinic, histamine hoặc thụ thể adrenergic hoặc kênh calci.
Pimavanserin có một cơ chế hoạt động duy nhất so với các thuốc chống loạn thần khác, hoạt động như một chất chủ vận đảo ngược chọn lọc của thụ thể serotonin 5-HT2A, với độ chọn lọc gấp 40 lần cho vị trí này trên thụ thể 5-HT2C và không có ái lực hoặc hoạt động đáng kể nào ở thụ thể 5-HT2B hoặc thụ thể dopamine.

## Lịch sử

### Phát triển
Pimavanserin được phát triển bởi Dược phẩm Acadia.
Pimavanserin dự kiến sẽ cải thiện hiệu quả và tác dụng phụ của thuốc chống loạn thần. Kết quả của một thử nghiệm lâm sàng kiểm tra tính hiệu quả, khả năng dung nạp và an toàn của Pimavanserin thay cho risperidone và haloperidol đã được công bố trong tháng 11 năm 2012, và kết quả cho thấy rằng Pimavanserin cải thiện tác dụng chống loạn thần của risperidone và cải thiện khả năng dung nạp của haloperidol điều trị bằng cách giảm tỷ lệ mắc các triệu chứng ngoại tháp.
Thuốc đáp ứng sự kỳ vọng cho một thử nghiệm lâm sàng giai đoạn III trong điều trị bệnh Parkinson, và đã hoàn thành các thử nghiệm giai đoạn II để điều trị bổ trợ cho bệnh tâm thần phân liệt cùng với thuốc chống loạn thần.
Vào ngày 2 tháng 9 năm 2014, Cục Quản lý Thực phẩm và Dược phẩm Hoa Kỳ đã cấp tình trạng Trị liệu Đột phá cho Ứng dụng Thuốc mới của Acadia cho Pimavanserin.
Phê duyệt của FDA
Vào ngày 29 tháng 4 năm 2016 Nuplazid (Pimavanserin) đã được FDA chấp thuận để điều trị ảo giác và ảo tưởng liên quan đến rối loạn tâm thần của bệnh Parkinson.
Vào ngày 29 tháng 6 năm 2018, FDA đã phê duyệt liều Pimavanserin mới để điều trị ảo giác và ảo tưởng liên quan đến rối loạn tâm thần của bệnh Parkinson. Viên nang 34 mg và công thức viên 10 mg đã được phê duyệt. Trước đây, bệnh nhân được yêu cầu uống hai viên 17 mg để đạt được liều 34 mg khuyến cáo mỗi ngày. Liều 10 mg được chỉ định cho bệnh nhân dùng thuốc ức chế CYP3A4 (ví dụ: ketoconazole).

### Tranh cãi
Vào ngày 9 tháng 4 năm 2018, CNN báo cáo một số người trong FDA lo ngại rằng Nuplazid là "rủi ro" khi được phê duyệt và lưu ý rằng đã có một số lượng đáng kể trường hợp tử vong được báo cáo bởi những người sử dụng thuốc. Lưu ý thêm rằng loại thuốc này đã được phê duyệt dựa trên "nghiên cứu kéo dài sáu tuần với khoảng 200 bệnh nhân". FDA bắt đầu theo dõi hậu thị trường của thuốc để đánh giá tính hợp lệ của những tuyên bố này. Vào ngày 20 tháng 9 năm 2018, FDA tuyên bố các đánh giá "không xác định bất kỳ phát hiện an toàn mới hoặc bất ngờ nào với Nuplazid, hoặc phát hiện không phù hợp với hồ sơ an toàn đã thiết lập hiện được mô tả trong nhãn thuốc".